# جلكى نهرية مودوكية
جلكى نهرية مودوكية (الاسم العلمي: Entosphenus folletti ) هي نوع من الحيوانات المائية يتبع جنس جلكى وتدية من فصيلة الجلكية.